# Família Monástica de Belém, da Assunção da Virgem e de São Bruno
A Família Monástica de Belém, da Assunção da Virgem e de São Bruno – ou, simplesmente, Monges de Belém e Monjas de Belém – é um instituto religioso católico de vida consagrada de espiritualidade cartusiana e de clausura monástica, fundado no dia 1 de novembro de 1950, na Praça de São Pedro, na Cidade do Vaticano, no seguimento da proclamação do dogma mariano da Assunção da Santíssima Virgem Maria ao Céu, com base na inspiração de um pequeno grupo de peregrinos franceses. As Monjas de Belém foram fundadas em França pouco tempo depois, e os Monges de Belém, no mesmo país, em 1976.

## Carisma

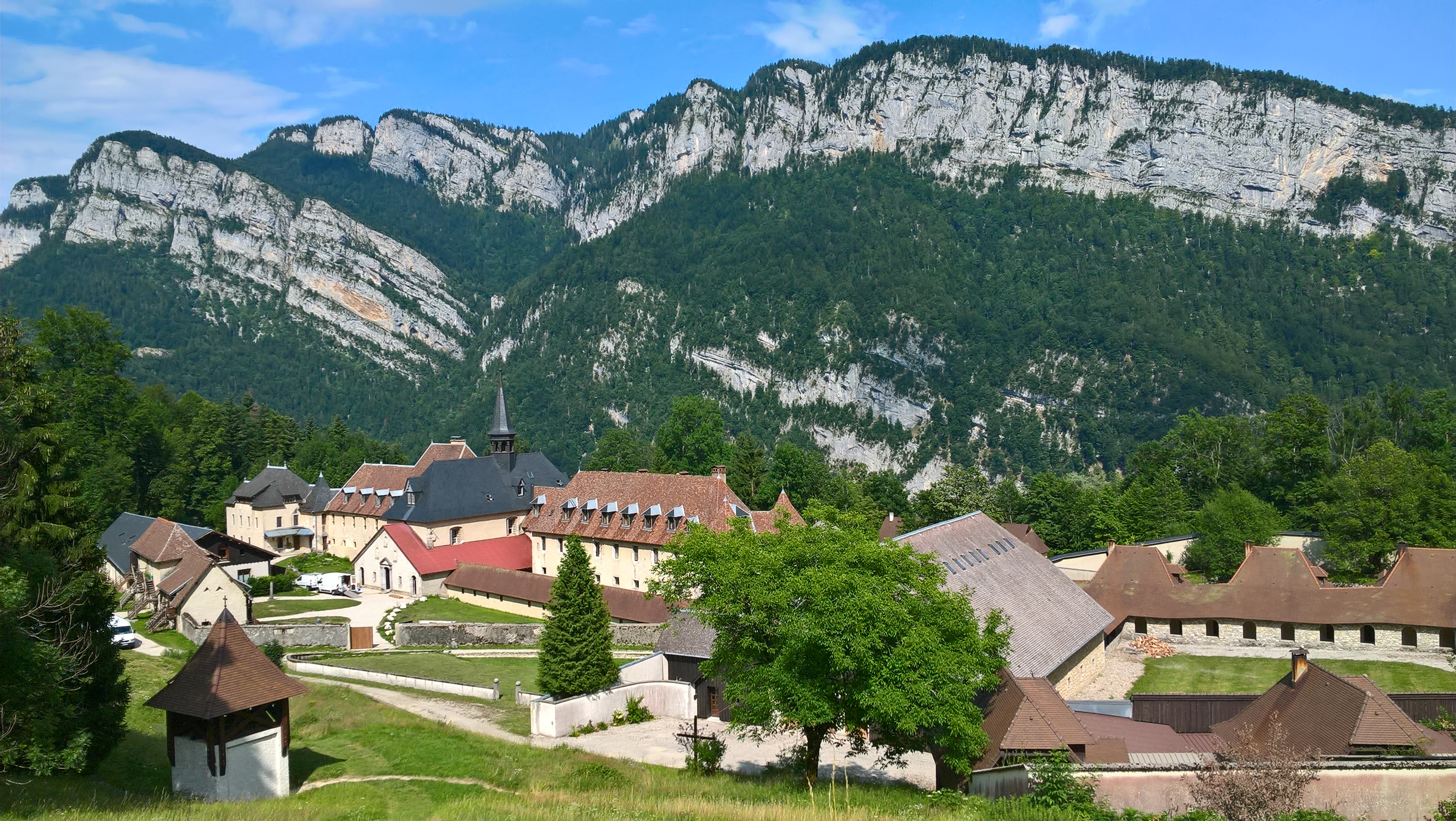
A Casa-Mãe da Família Monástica de Belém, mosteiro situado perto do Maciço da Cartuxa, em França.

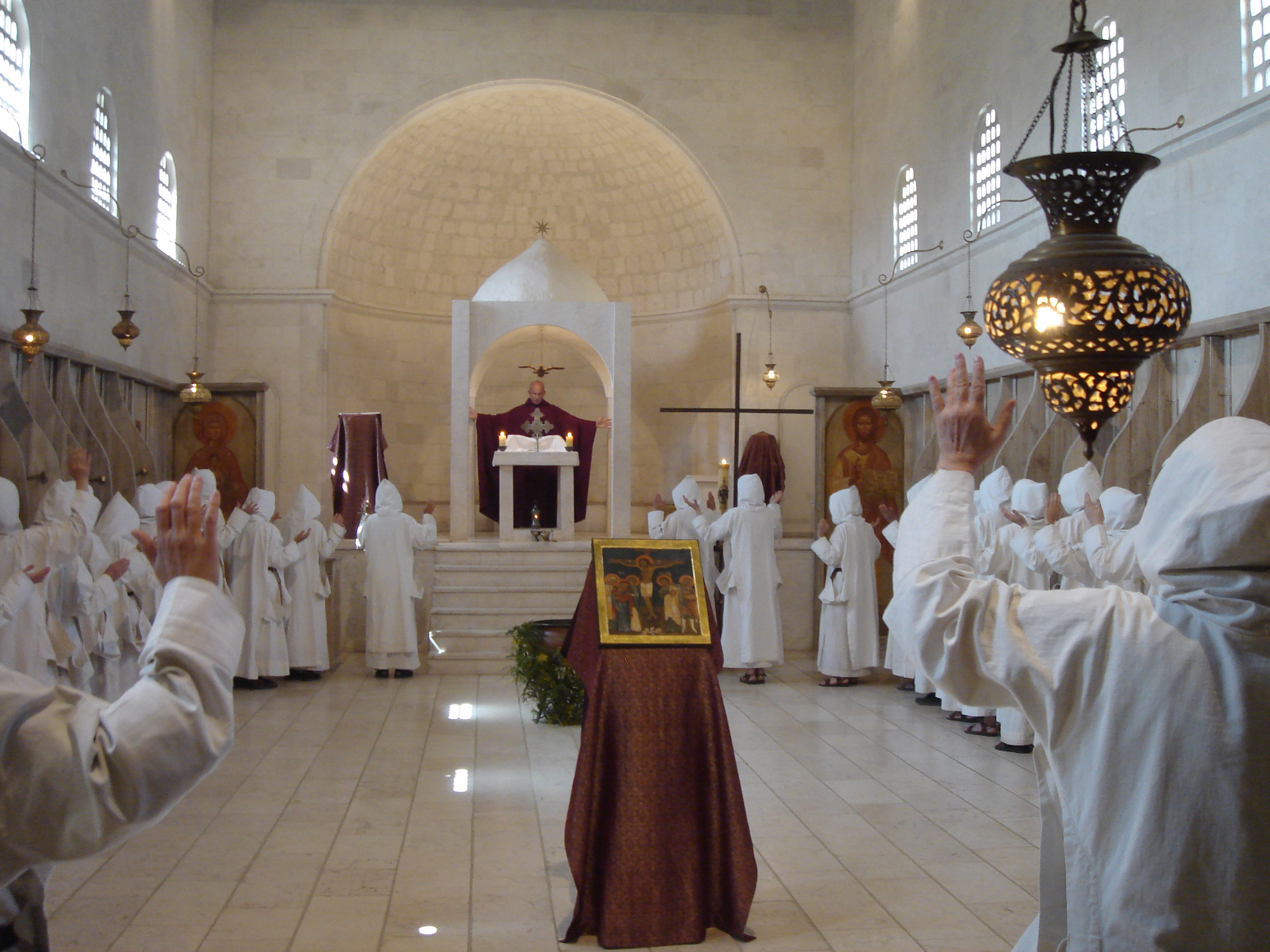
A missa diária numa capela típica da Família Monástica de Belém.

A vocação ou carisma das comunidades da Família Monástica de Belém, da Assunção da Virgem e de São Bruno consiste na escuta do Evangelho com a Bem-aventurada Virgem Maria situada no coração da Igreja Católica, vivendo isso em espírito de amor, de silêncio e solidão, por meio de uma contínua vida litúrgica, de estudo, de trabalho e de pobreza. Por forma a seguir esta vocação ou carisma de um modo mais perfeito, os Mosteiros de Belém decidiram-se a seguir a espiritualidade e modo de vida de São Bruno, pai e fundador da Ordem dos Cartuxos.

## Controvérsias
Desde maio de 2015, que, a seu pedido, a Família Monástica de Belém, da Assunção da Virgem e de São Bruno é objeto de uma visita canónica conduzida pelo Padre Jean Quris, ex-vice-secretário-geral da Conferência Episcopal da França, e pela Irmã Geneviève Barriere, beneditina e antiga abadessa do Jouarre (de 2007 a 2014). Esta visita pretende observar as eventuais "disfunções" de algumas comunidades e a sua falta de distinção entre o foro interno e foro externo.

## Presença no Mundo

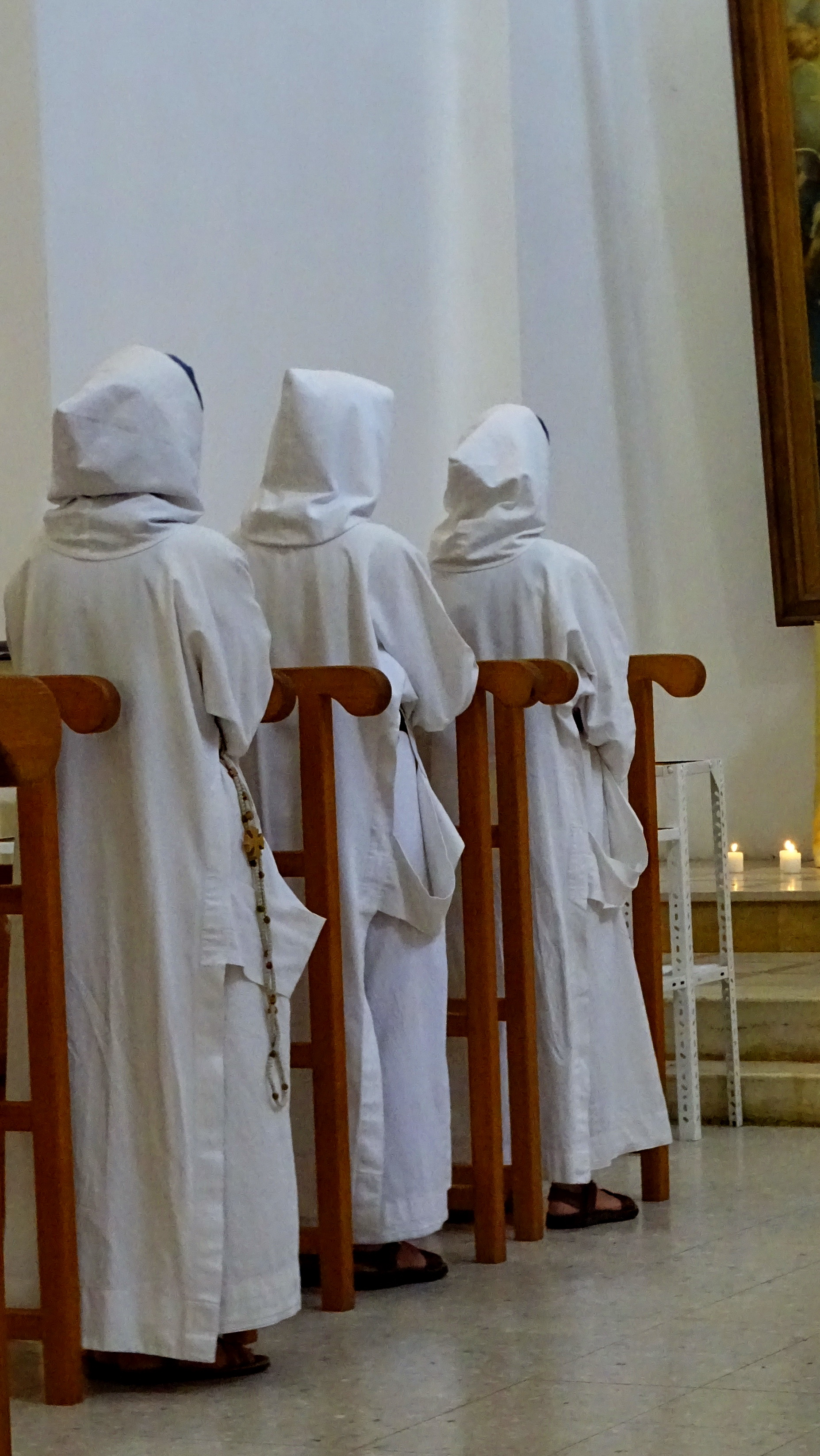
O hábito religioso dos Monges e das Monjas de Belém é inspirado no dos cartuxos (Ordem de São Bruno).

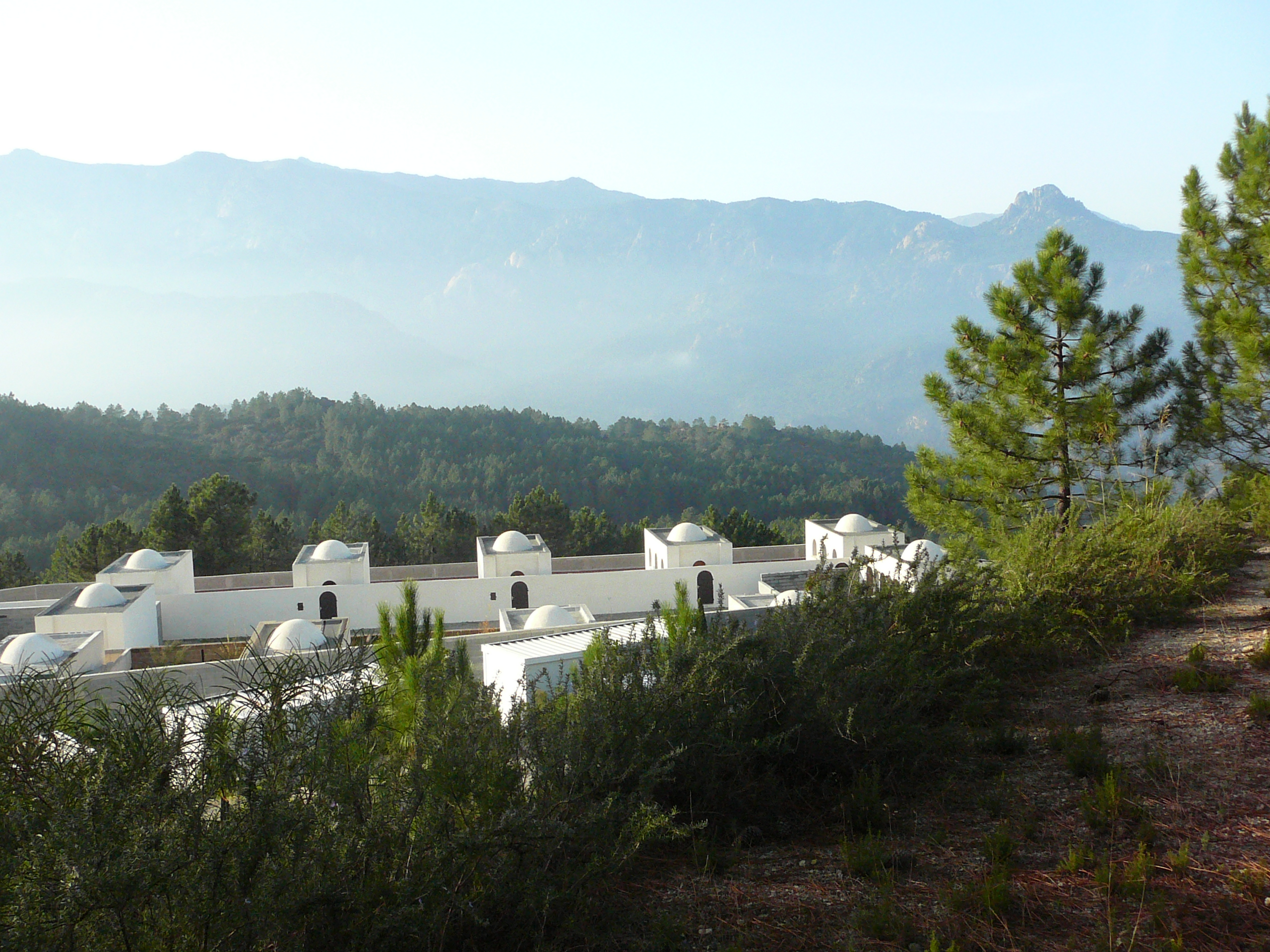
A arquitetura moderna e simples é uma característica dos mais recentes mosteiros da Família Monástica de Belém.

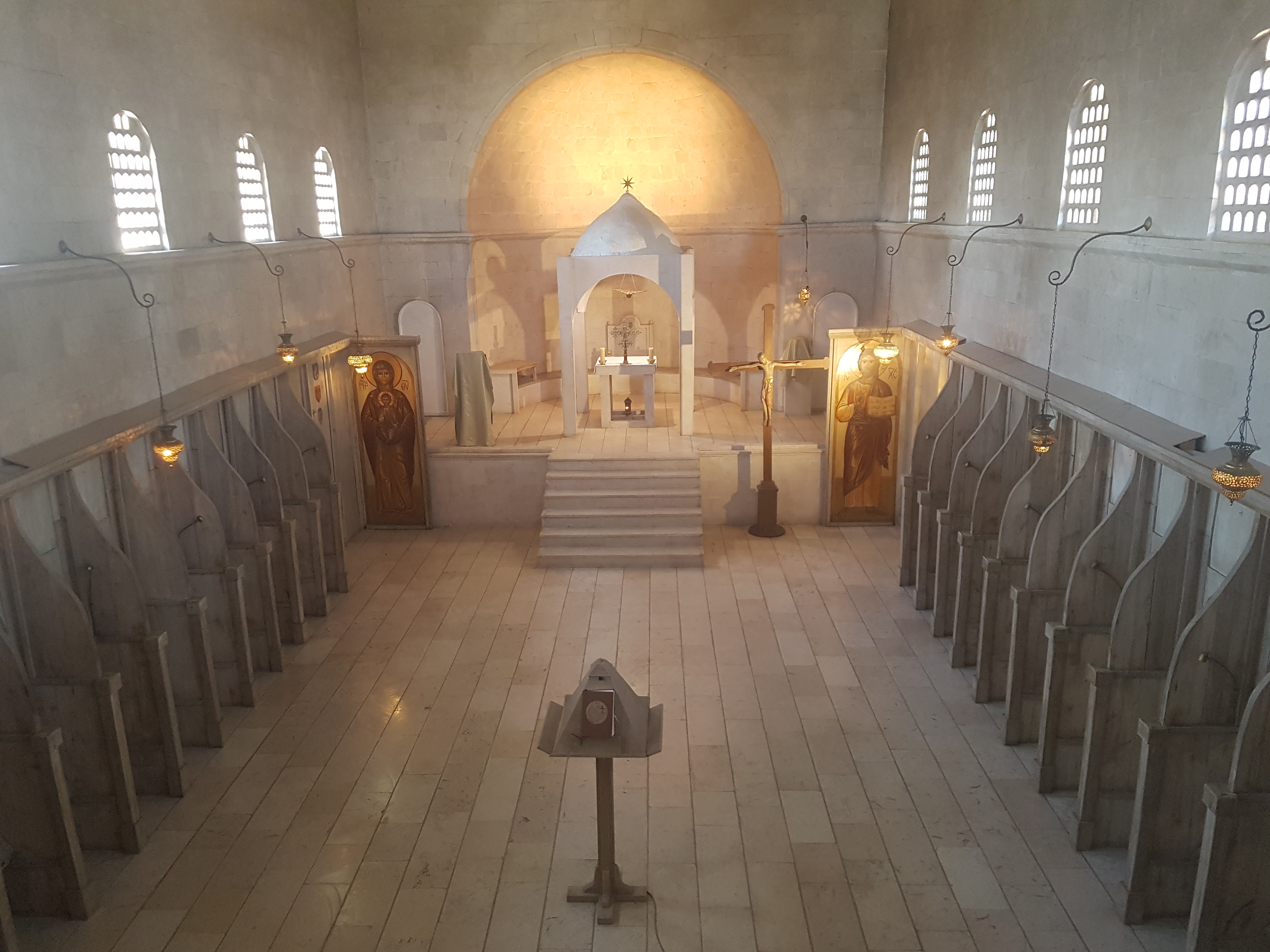
A arquitetura típica das capelas da Família Monástica de Belém.

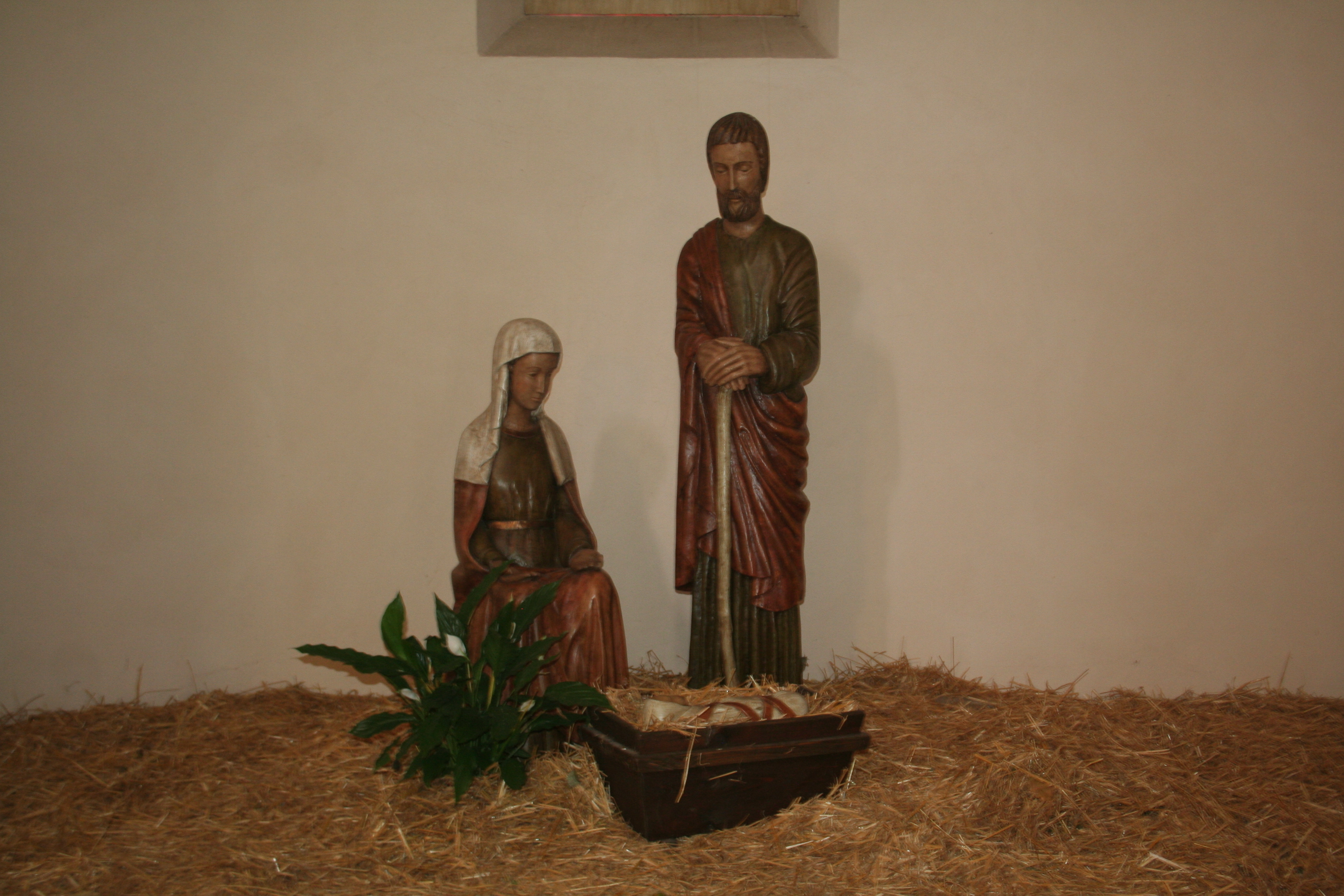
Um modelo de presépio estilizado que habitualmente é esculpido pelas Monjas de Belém.

A primeira comunidade feminina da Família Monástica de Belém surgiu no ano de 1951, enquanto que a primeira comunidade masculina surgiu em 1976, fundada no massivo montanhoso da Chartreuse, em França. A Família Monástica de Belém, da Assunção da Virgem e de São Bruno possui na actualidade mais de 600 monjas e 70 monges em 34 mosteiros.

### Mosteiros dos Monges de Belém
- 1976  França – Monastère de l’Assomption Notre-Dame – Currière-en-Chartreuse, Saint-Pierre-de-Chartreuse (Diocese de Grenoble-Vienne)
- 1989  Itália – Monastero dell'Assunta Incoronata – Monte Corona, Umbertide (Arquidiocese de Perugia-Città della Pieve)
- 1999  Israel – Monastère de Notre-Dame de Maranatha – Bete-Semes (Patriarcado Latino de Jerusalém)
- 2005  Israel – Monastère de Lavra Netofa – Lavra Netofa, Deir Hanna, Distrito Norte (Israel) (Patriarcado Latino de Jerusalém)

### Mosteiros das Monjas de Belém
- 1967  França – Monastère de Notre-Dame de la Gloire-Dieu – Les Montvoirons, Boëge (Diocese de Annecy)
- 1968  França – Monastère de Notre-Dame de la Présence de Dieu – Paris 16º (Arquidiocese de Paris)
- 1970  França – Monastère de Notre-Dame de Bethléem – Poligny, Nemours (Diocese de Meaux)
- 1971  França – Monastère de Notre-Dame de l’Unité – Pugny (Arquidiocese de Chambéry)
- 1974  França – Monastère de Notre-Dame du Buisson Ardent – Currier-en-Chartreuse, Saint-Laurent-du-Pont (Diocese de Grenoble-Vienne)
- 1977  França – Monastère de Notre-Dame de Pitié – Mougères, Caux (Arquidiocese de Montpellier)
- 1978  França – Monastère de Notre-Dame du Torrent de Vie – Le Thoronet (Diocese de Fréjus-Toulon)
- 1981  Itália – Monastero della Madonna del Deserto – Monte Camporeggiano, Mocaiana (Diocese de Gubbio)
- 1982  França – Monastère de Notre-Dame d’Adoration – Le Val Saint Benoît, Épinac (Diocese de Autun)
- 1982  França – Monastère de Notre-Dame de Clémence – La Verne, Collobrières (Diocese de Fréjus-Toulon)
- 1982  Israel – Monastère de Notre-Dame de l’Assomption – Bete-Gemal, Bete-Semes (Patriarcado Latino de Jerusalém)
- 1985  Áustria – Kloster Maria im Paradies – Kinderalm, Sankt Veit im Pongau, Estado Salzburgo (Arquidiocese de Salzburgo)
- 1985  Espanha – Monasterio de Santa María Reina – Sigena (Diocese de Barbastro-Monzón)
- 1987  Estados Unidos – Monastery of Bethleem – Our Lady of Lourdes – Camp Road, Livingston Manor, Condado de Sullivan (Nova Iorque) (Arquidiocese de Nova Iorque)
- 1988  França – Monastère de l’Assunta Gloriosa – Sari, Córsega do Sul (Diocese de Ajaccio)
- 1991  França – Monastère de Notre-Dame du Saint Désert en Chartreuse – Saint-Laurent-du-Pont (Diocese de Grenoble-Vienne)
- 1991  Alemanha – Kloster Marienheide – Wollstein, Distrito Werra-Meißner (Diocese de Fulda)
- 1992  Argentina – Monasterio de Santa María en la Santísima Trinidad – Merlo (San Luis) (Diocese de San Luis)
- 1993  Canadá – Monastère de Sainte Marie Reine des coeurs – Chertsey, Matawinie (Diocese de Joliette)
- 1994  Lituânia – Monastère de Notre-Dame de l’Aurore – Paparčiai, Condado de Kaunas (Diocese de Kaišiadorys)
- 1998  Polónia – Monaster Najświętszej Dziewicy na Pustyni – Szemud, Condado de Wejherowo (Arquidiocese de Gdańsk)
- 1998  França – Monastère du Désert de l’Immaculée – Saint-Pé-de-Bigorre (Diocese de Tarbes e Lourdes)
- 1999  Bélgica – Monastère de Notre-Dame du Fiat – Zutendaal (Diocese de Hasselt)
- 1999  Chile – Monasterio de Santa María del Paraiso – Casilla, Casablanca (Chile) (Diocese de Valparaíso)
- 2002  Espanha – Monasterio de la Cartuja Nuestra Senora de la Defension – Jerez de la Frontera (Diocese de Cádiz e Ceuta)
- 2004  Chipre – Monastery of Bethlehem, of the Assumption of the Virgin, and of Saint Bruno – Pafos (Patriarcado Latino de Jerusalém)
- 2006  Israel – Monastère de Lavra Netofa – Lavra Netofa, Deir Hanna, Distrito Norte (Israel) (Patriarcado Latino de Jerusalém)
- 2009  Israel – Sanctuaire Notre-Dame de Palestine – Bete-Semes (Patriarcado Latino de Jerusalém)
- 2011  México – Monasterio de las Monjas de Belén – Los Hornos, Valle de Vázquez, Tlaquiltenango, Morelos (Diocese de Cuernavaca)
- 2013  Portugal – Mosteiro de Nossa Senhora do Rosário – Couço, Coruche (Arquidiocese de Évora)